# ゾアーリ
ゾアーリ(イタリア語: Zoagli)は、イタリア共和国リグーリア州ジェノヴァ県にある、人口約2,400人の基礎自治体（コムーネ）。

## 地理

### 位置・広がり

#### 隣接コムーネ
隣接するコムーネは以下の通り。
- キアーヴァリ
- コレーリア・リーグレ
- レーイヴィ
- ラパッロ
- サン・コロンバーノ・チェルテーノリ

### 地震分類
イタリアの地震リスク階級 (it) では、3 に分類される
。

## 行政

### 分離集落
ゾアーリには、以下の分離集落（フラツィオーネ）がある。
- San Pietro di Rovereto, Sant'Ambrogio, Semorile